# Stato Imperiale dell'Iran
Lo Stato Imperiale dell'Iran, fino al 1935 conosciuto anche come Persia, o impero iraniano, fu lo Stato iraniano sotto il dominio della dinastia Pahlavi. Esso si formò nel 1925 e regnò fino al 1979, quando furono rovesciati a seguito della Rivoluzione iraniana, che abolì la monarchia e stabilì l'attuale Repubblica Islamica dell'Iran.

## Storia

### L'ascesa dei Pahlavi
Nel 1925, Reza Shah, ex generale di brigata della Brigata cosacca persiana, depose la dinastia Qajar e si dichiarò Scià, adottando il nome dinastico di Pahlavi. Verso la metà degli anni 1930, il forte governo secolare di Reza Shah causò insoddisfazione al clero islamico, che si opponeva alle sue riforme, tuttavia ricevette sostegno dalla classe media e alta iraniana.
Reza Shah cercò di evitare conflitti con il Regno Unito e l'Unione Sovietica. Sebbene molti dei suoi progetti di sviluppo richiedessero competenze tecniche straniere, evitò di assegnare contratti a società britanniche e sovietiche a causa dell'insoddisfazione subita durante la dinastia Qajar. 

### Seconda guerra mondiale
Sebbene il Regno Unito, attraverso la proprietà della Anglo-Iranian Oil Company controllasse tutte le risorse petrolifere dell'Iran, Reza Shah preferì ottenere assistenza tecnica da Germania, Francia, Italia e altri paesi europei. Ciò creò problemi all’Iran dopo il 1939, quando Germania invase la Polonia, diventando dunque nemica della Gran Bretagna, iniziando così la seconda guerra mondiale. Reza Shah proclamò l'Iran un paese neutrale, ma la Gran Bretagna insistette sul fatto che gli ingegneri ed i tecnici tedeschi presenti in Iran erano spie con missioni di sabotaggio degli impianti petroliferi britannici nell'Iran sudoccidentale. La Gran Bretagna ha chiesto dunque all'Iran di espellere tutti i cittadini tedeschi, tuttavia col rifiuto dello stesso Reza Shah, sostenendo che ciò avrebbe influenzato negativamente i suoi progetti di sviluppo del paese.

### Durante la guerra fredda
Dopo che Reza Shah fu deposto, il 16 settembre 1941 gli successe suo figlio Mohammad Reza Pahlavi, ma trovò la forte opposizione di Mohammad Mossadeq, leader dei nazionalisti. Nel 1949, dopo un fallito attentato, il partito comunista (Tudeh) ritenuto responsabile fu messo al bando e i poteri dello scià vennero ampliati.
Nel 1951, la Majlis nominò Mohammad Mossadeq nuovo primo ministro, che subito dopo decise la nazionalizzazione dell'industria petrolifera, nonostante l'opposizione dello scià che temeva l'embargo occidentale. Difatti la Gran Bretagna impose l'embargo sull'Iran e ricorse alla corte dell'Aja, che però si pronunciò a favore di Teheran, quindi ruppe le relazioni diplomatiche nel 1952. Gli Stati Uniti, temendo che l'embargo portasse l'Iran (dunque il suo prezioso petrolio) nell'orbita sovietica, decisero di intervenire: la CIA, in collaborazione con i servizi segreti britannici, organizzò un colpo di Stato, e il 13 agosto 1953 lo scià nominò il Generale Fazlollah Zahedi primo ministro. I nazionalisti reagirono e costrinsero lo scià a fuggire a Roma, ma in pochi giorni i lealisti ebbero il sopravvento e i dirigenti del movimento nazionalista (tra i quali quelli del Tudeh) vennero arrestati e messi a morte. La condanna di Mohammad Mossadeq venne tramutata in confino perpetuo.
A dispetto del suo ruolo di monarca costituzionale che lo obbligava ad attenersi alle decisioni del governo parlamentare, Mohammad Reza Pahlavi si intromise frequentemente negli affari del potere esecutivo. Ricostruì l'esercito e si assicurò che rimanesse sotto il controllo della corona quale fondamento del suo potere. Nel 1953, il governo di Mohammad Reza Pahlavi divenne più autocratico e fermamente allineato con il blocco occidentale durante la Guerra Fredda all'indomani del colpo di Stato iraniano del 1953, organizzato dal Regno Unito e dagli Stati Uniti d'America. In corrispondenza di questo ri-orientamento della politica estera dell’Iran, il paese si alleò con gli Stati Uniti per fungere da baluardo contro l’espansionismo ideologico sovietico, e ciò diede allo Scià il capitale politico per attuare un programma socioeconomico senza precedenti che avrebbe trasformare tutti gli aspetti della vita iraniana attraverso la Rivoluzione Bianca. Di conseguenza, l’Iran ha registrato un successo prodigioso sotto tutti gli aspetti, compresi l'alfabetizzazione, la salute e il tenore di vita.
Sul piano internazionale, alle intense relazioni con gli Stati Uniti e con l’Europa occidentale si affiancarono la collaborazione con l'Unione Sovietica e il ristabilimento dei rapporti con la Cina, mentre nei confronti degli Stati arabi le uniche tensioni erano quelle con l’Iraq, rispetto al quale l’Iran rivendicava la sovranità sulla riva sinistra dello Shatt al-Arab, accolta poi dall’Iraq nel 1975 con gli Accordi di Algeri, in cambio della cessazione degli aiuti iraniani ai Curdi. Per altri versi, però, i cambiamenti avvenuti nella società iraniana erano insoddisfacenti: somme ingenti erano assorbite dalle spese militari e la sperequazione sociale era aumentata, coinvolgendo non solo gli strati popolari, ma anche i ceti medi. Solo una durissima repressione del dissenso interno (migliaia i detenuti politici), esercitata dalla SAVAK, la polizia segreta, consentiva allo scià, che nel 1975 abbandonò anche la finzione del sistema bipartitico e impose un partito unico, il Rastakhiz, di restare sul trono.

### La deposizione e la preconizzazione della Repubblica Islamica
Nel 1978, tuttavia, lo Scià dovette affrontare un crescente malcontento pubblico che culminò in un vero e proprio movimento rivoluzionario popolare guidato dal religioso Ruhollah Khomeini. Mohammed Reza Pahlavi andò in esilio con la sua famiglia nel gennaio 1979, innescando una serie di eventi che portarono rapidamente alla fine della monarchia e all'instaurazione della Repubblica islamica il 31 marzo 1979 e la preconizzazione il 1º aprile dello stesso anno.

## Politica ed ordinamento di Stato
L'ordinamento politico dello Stato Imperiale dell'Iran era una monarchia costituzionale e parlamentare in cui lo Scià fungeva da capo di Stato e il primo ministro come capo di governo.
L'Assemblea Consultiva Nazionale era il parlamento monocamerale della nazione, dal 1949 divenne la camera bassa quando il Senato fu istituito come camera alta del parlamento.